# Dargaz
Dargaz est une ville située au nord-est de l'Iran, dans la province du Khorasan-e-razavi, à la frontière avec le Turkménistan. Son ancien nom est Moḩammadābād.